# 테라비트 이더넷
테라비트 이더넷(Terabit Ethernet) 또는 TbE는 100기가비트 이더넷보다 더 높은 속도를 제공하는 이더넷이다.
상당히 유사한 100기가비트 이더넷을 이용하여 IEEE P802.3bs 태스크 포스가 개발한 400기가비트 이더넷(400 Gigabit Ethernet, 400G, 400GbE)과 200기가비트 이더넷(200 Gigabit Ethernet, 200G, 200GbE) 표준은 2017년 12월 6일 승인되었다. 2016년, 여러 네트워크 장비 제공업체들은 이미 200G와 400G를 위한 사유 솔루션들을 제공하였다.
이더넷 얼라이언스의 2020년 기술 로드맵에 따르면 800 Gbit/초와 1.6 Tbit/초 속도가 2020년 이후(2025~2030년 사이 예상) IEEE 표준이 될 것으로 예측하였다.

## 같이 보기
- 광케이블
- 광 통신